# 美式足球

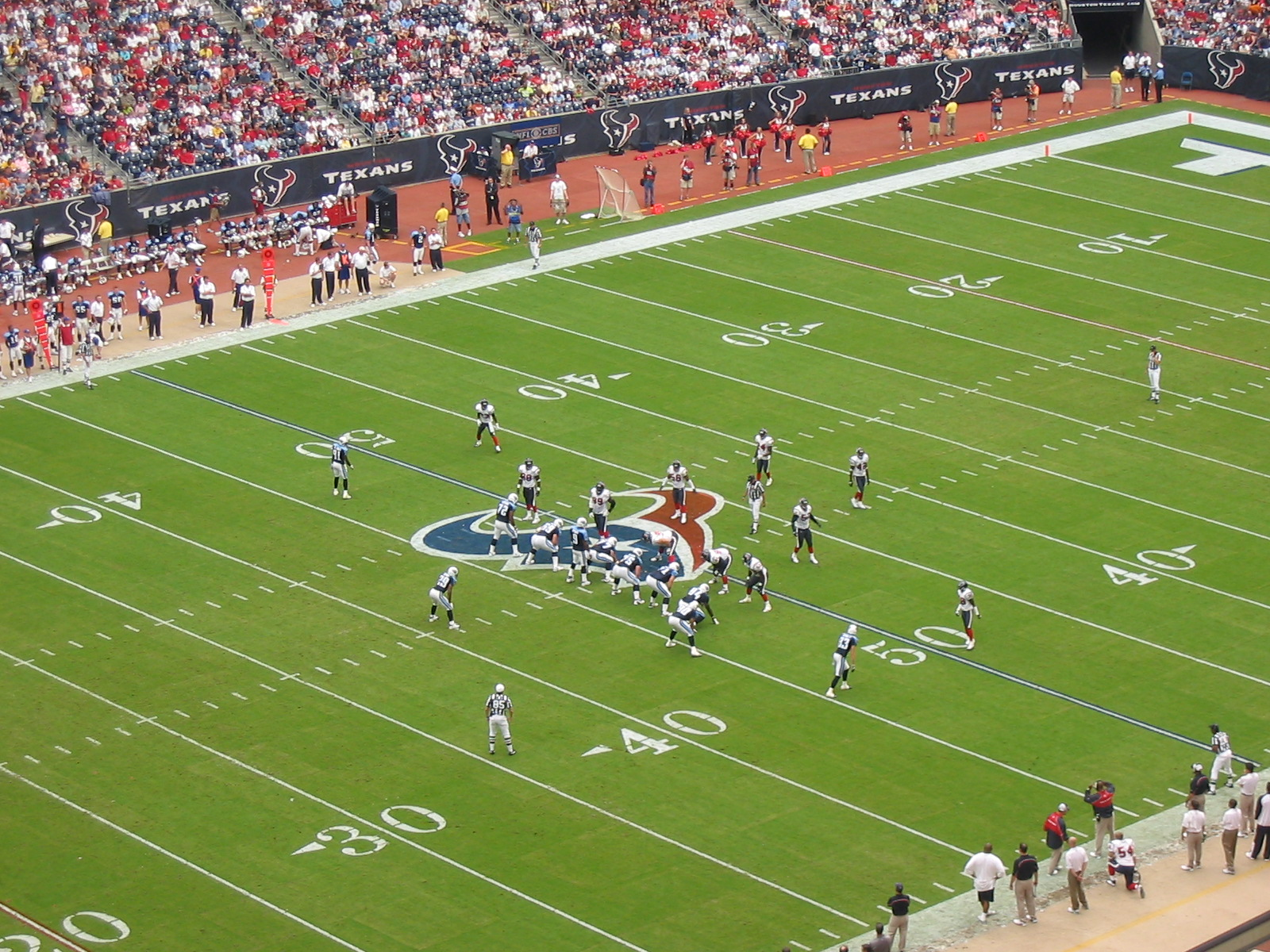
美式橄榄球的比赛实况

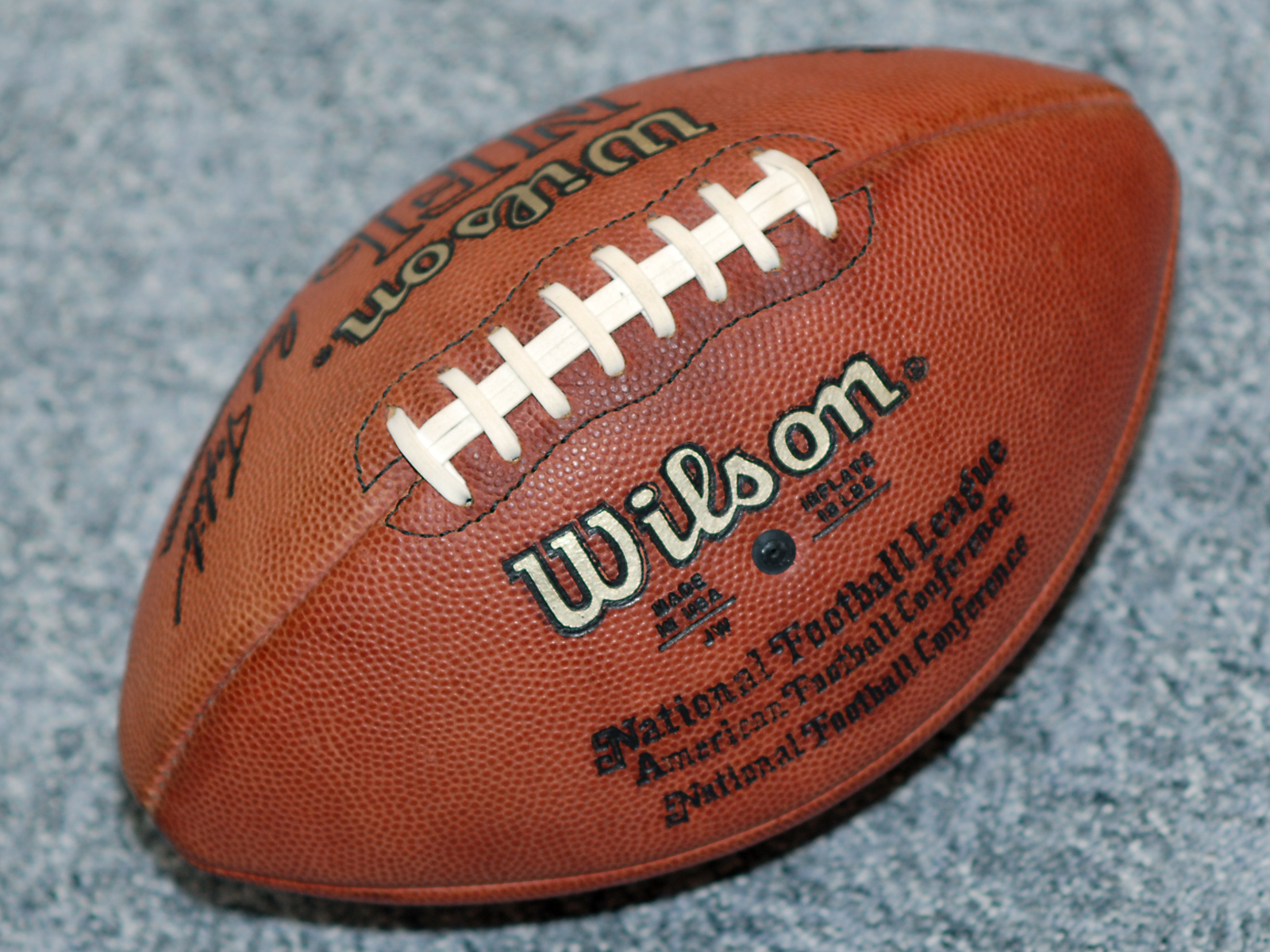
美式橄榄球球型像橄榄，在球的一边有缝线，是用来帮助球员传球时附加旋转。

美式橄榄球（英語：American football，在美国则只称为），是在美国一种由英式橄榄球衍生的竞技体育运动。
美式橄榄球与加拿大式橄榄球十分類似，两者常常并称为烤盘足球。美式橄榄球比赛的目的是要把球带到对手的“端区”得分，主要用持球或传球两种方式。得分方法有多种，包括持球越过底线，传球给在端区内的队友，或射门（即把球踢过两枝门柱中间）。比赛时间結束時得分较多的一队胜出。由于球赛中球员往往会与对方有激烈的身体冲撞，因此需穿护具及头盔出赛。
美式橄榄球首先由哈佛大学学生以一种名叫的运动开始，这个运动的目的是要带着球跑过对手。在美国内战结束后美式足球开始在大学中广泛流行。罗格斯学院和普林斯顿大学在1869年打了史上第一场大学美式足球赛。这个运动最初跟英式足球相近，后来被人们改良至比较接近英式橄榄球。自1880年代起，被稱为“美式橄榄球之父”的耶鲁大学教练沃尔特·坎普则把规则进一步改变，包括采用攻防线和记档距离的比赛方式。1906年又增加向前传球的规则，使得真正意义上的美式足球开始成形。
美式橄榄球与英式橄榄球的比赛用球明显分别在于美式橄榄球用球上有白色缝线，以利于球员抓球及传球。而英式橄榄球则體型较大并且没有任何缝线。

## 歷史
美式足球及（英式）足球均从英国在十九世纪中期流行的各种「足球类」运动的玩法中演变而成。其中，美式足球是由英式橄榄球直接演变过来的。
英式橄榄球最初由英国陆军在加拿大蒙特利尔的麦基尔大学比赛时传入北美洲。加拿大式足球及美式足球就从这里开始演变过来。
美国的大学带动美式足球的流行。第一场校际足球赛于1869年11月6日，由新泽西的罗格斯大学对普林斯顿大学。比赛最后由罗格斯大學以六比四击败普林斯顿大學，尽管那场由廿五人互相对垒的类似橄榄球比赛跟现代的美式足球没太多相像的地方。
现代美式足球的規則在1874年哈佛大学对蒙特利尔麦基尔大学的三场系列赛中发展起来。麦基尔当时玩橄榄球式足球，而哈佛则采用较近似（英式）足球的「波士顿」式。由于没有统一的球例，所以两队轮流以自己的球例比赛，以示公平。哈佛的球员喜欢橄榄球球例中的带球跑动，于是于1875年说服耶鲁大学以橄榄球球例作为他们两队比赛时用的球例。1875年，耶鲁、哈佛、普林斯顿及哥伦比亚大学以橄榄球球例组成了「校际足球协会」（Intercollegiate Football Association），但得分球例则稍作改动。
1880年，耶鲁大学的沃爾特·坎普引进了攻防线（line of scrimmage）来取代橄榄球的并列争球队形（scrum）。1882年，为了制止普林斯顿等用“控球缓慢推进”的拖延策略，坎普建议采取有限进攻机会规则，要求三次进攻必须前进5码，这一规则后来逐渐演变为如今的四次进攻前进10码规则。他亦规范了进攻线的排阵：7人位于进攻线，而一位四分卫、两位中卫（halfback）及一位后卫（fullback）位于后方。坎普也主导引进了安全得分（Safety）的规则。坎普对美式足球规则的诸多改进，使得美式足球脱离英式橄榄球成为了一项独立的运动，因而他被视为“美式足球之父”（Father of American Football）。
在1895年9月3日，在宾夕法尼亚州的Latrobe举行了第一场职业美式足球赛，由Latrobe YMCA对Jeannette Athletic Club。结果由Latrobe以十二比零胜出。
到了1890年代，连环进攻阵式（interlocking formation）如flying wedge以及队友把控球的球员强行向前拖动都令到美式足球非常危险。尽管已采取了对flying wedge阵式的限制以及推行了其他的预防措施，1905年仍然有18位球员于比赛中受伤死亡。当时的美国总统西奥多·罗斯福向大学表示，比赛一定要变得更安全。为了使大学重视他的忧虑，罗斯福威胁会逼迫国会立法把美式足球比赛列为联邦罪行。
1906年，两个原为对立的组织Intercollegiate Rules Committee及Intercollegiate Athletic Association在纽约会面，它们最终同意几项令美式足球更安全的新球例，包括在攻防线之间设置中立区（neutral zone），以及每队都要有至少6名球员于攻防线列阵。但最重要的改革首推将向前传球（抛传）合法化。这球例在当时是极具争议性的，而且被纯粹派们所嘲讽。为了令球员们于比赛时较为分散，坎普提议把球场扩阔；但与会的哈佛大学代表指他们新建成的哈佛球场没有扩建的空间，因此采用了抛传提议。这球例亦建立了美式足球跟其他同由橄榄球演变出来的足球类运动的不同之处。
1910年，在更多的死亡个案后，连环进攻阵式被禁止了。1912年，球场的长阔被改至现在的尺寸，达阵的得分增至六分，以及每次进攻加入第4次进攻机会。此时，比赛已改革到现代美式足球的模样了。

## 流行程度
美式足球在美国已经超越棒球成为最受喜爱的运动项目。由三十二支球队所组成的国家美式足球联盟（NFL）是最受欢迎也是美国目前唯一的主要职业美式足球联盟，同时也是世界上最具商业价值的体育联盟，位列北美職業體育聯賽之首。其冠军赛超级碗拥有超过一半美国家庭的电视收视率，同时全世界有超过150个国家电视转播这场比赛。超级杯星期天已经成为年度大戏，其举办时间介于一月底二月初之间。该赛事同时也是全美国收视率最高的电视体育节目。
大学足球赛亦十分流行，一般美国的学校里最受欢迎的男学生参与社团都为美式足球队。在没有拥有美国职业美式足球联盟球队的地方州大学足球赛尤其叫座。一些大学的球场拥有超过十万个座位，而且经常售罄所有门票。就算是高中学校的球赛亦常有吸引超过一万名观众入场；当中以美式足球最受欢迎的地方，如德州、俄亥俄州、佛罗里达州、乔治亚州等尤为常见。而在许多美国的小城市，秋季每周所举办的的大学与高中美式足球赛事以及伴随一起的乐仪队与啦啦队表演已融入成为当地重要文化特色之一。
在美国以外，欧洲亦有一个由六支球队组成的欧洲美式足球联盟，但已于2007年宣布停办比赛，2014年又創辦歐洲美式足球賽事BIG6欧洲美式足球联盟，但2018年又停辦 。NFL每年也会在英国伦敦举办数场常规赛，即“伦敦盃”。在其他地方如日本、澳洲、墨西哥、中国等，美式足球亦有流行，但只限于业余或半职业赛事。

## 比赛规则

### 目标
美式足球的比赛目标与英式橄榄球相同，是将橄榄球推进至对手底线区内，称为达阵（touchdown）。同时在比赛规定时间内取得较对手更多的分数。

### 球場與球員

球场上的数字说明与离最近的端区之间的距离（单位：码）

美式足球场通常被昵称为“烤盘”（Gridiron，或称“烤肉架”），因为球场上标示线的样式让球场看起来就像是一个可以帮助食物放在火上烧烤的铁丝架子。比赛是在一个360英尺（120码，或109.7米）长、160英尺（53.33码，或48.8米）宽的球场上进行比赛。较长的边界称为边线（sideline），较短的边界称为底线（end line）。底线前的标示线称为得分线（goal line），两得分线之间的距离为100码（91.44米）。得分的区域位于底线与得分线之间10码（9.1米）宽的区域叫做底线区（end zone），也称端区。
球场上每5码（4.6米）距离标划一条分码线（yard line），每10码标示数字直到50码线，或称为中场区（midfield）。在球场中间两侧划有两条标示线平行两侧边线，称为码标（hash marks）。任何球员都必须在码标线上或之间进行发球。
端区底部架设两根球门柱（goalposts，又称uprights），彼此间隔18.5英尺（5.64米）。球门柱由一根横杆连结在一起，横杆距离地面高度为10英尺（3.048米）。球必须穿越横杆之上与两根球门柱之间才算是成功的射门。在一些低水平比赛中，球门柱有时会被加宽至23.33英尺（7.11米）以增加射门成功率。
比赛时，双方分别派出11位球员上场比赛。然而比赛进行时，可以随时更换场上部分或全部的球员。球队中全部53名球员皆可在每场比赛中被派出场比赛。每个球员皆有专属的任务。球队将球员们分成三组，分别为进攻组（offense）、防守组（defense）与特勤组（special teams）。

### 比赛时间
一场标准的比赛进行四节，每节15分钟的比赛（中学比赛每节为12分钟）以及包含第二、三节之间的中场休息。比赛进行中在一些情况下会暂停计时，因此比赛时间往往超出规定时间很多，达三个多小时之久。如果四节比赛后，双方同分，比赛将会延长15分钟。NFL常规赛比赛若出现加时赛，若一队先透过射门得3分，比赛不会马上结束，比分落后的一方仍有一次进攻机会；若再次打平则比赛继续。加时赛结束后比分打平，则比赛按平局计算。而在NFL季后赛中若出现加时赛，则需要决出胜负为止。大学比赛的延长赛规定更为繁复与不同。
比赛中，两队上下两半场各有三个暂停，而在NFL比赛中第二，四节还剩最后两分钟时会有一个“官方暂停”，供两队布置战术。
美式橄榄球比赛中，对时间的控制与把握也是重要的一部分。衝球进攻与传球完成（出界除外）不会暂停计时，而传球未完成、球权转换、犯规会暂停计时。这也促使比赛后期领先一方更倾向于使用衝球来消耗时间，而落后一方更愿意透過传球来减少时间浪費來追回比分。

### 进攻方法

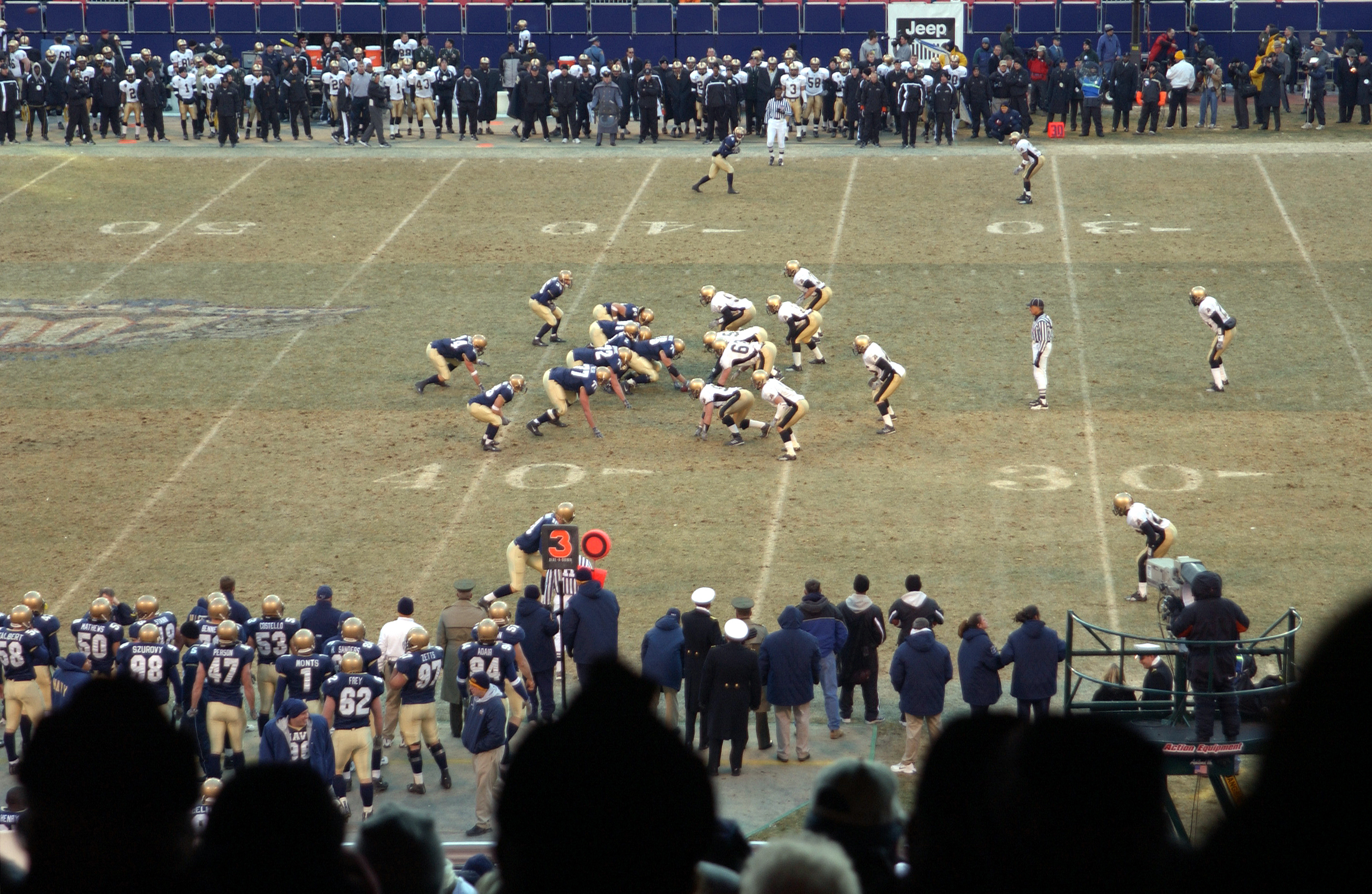
进攻队形

美式足球进攻法与六人橄榄球相似。持球的一队（进攻方）有四次进攻机会向前（防守方的端区）推进10码，每次机会称为一个“档”（down，即被对方拦截放倒一次）。当进攻一方成功在四档内累积推进了10码（或超过），便可再次获得继续进攻的四档。如果进攻一方在四档内都不能向前移动10码，便要把球在第四档进攻结束的位置交给对手。一般大多会在第四档时采用射门（Field goal）或弃踢（punt）将球权转移给对手但令他们必须从较远的地方开始进攻。
除了在开球、半场开球及得分后重新开球以外，每次进攻时，都要以相同的发球（snap）方式开始：进攻及防守组在开球线的前后两边排列，面向对方。其中一位进攻球员中锋（Center）在两腿之间把球向后传给队友，通常这位接球的队友是四分卫（Quarterback）。
进攻一方有两种方法推进：
- 四分卫递球给跑卫（Running Back）或其他任何有效的接球员（eligible receiver）持球向前跑，称为冲球（rushing，或译作“跑阵”）
- 把球传给队友，称为传球（passing）。向前传球（forward pass）是美式足球的特点，进攻一方在每次进攻机会只能前传一次，而且必须在开球线后方的位置才允许向前传。横向传球及向后传球的次数没有限制，但在进攻时横后传会有很大机会被拦截，因此美式足球很少横传或后传，是一种难度极高的技巧。

每次进攻机会在以下的情况下完结，称为死球（dead ball）。裁判会吹哨子通知：
- 持球球員被擒抱倒在地上，或裁判认为其进攻已被对方球员拦阻（tackle）。
- 向前传的球出界，或在任何人接到之前已触地，称为“不成功传球”（incomplete pass）；要把球放回原来的开球在线，这会用掉一档的进攻然后再开始。
- 持球的队员带球出界（out of bounds）
- 其中一队得分。
- 持球球員頭盔掉落。

球员及观众经常需要知道当前是第几档进攻，和还有多少码才会重新再得四次机会。例如：第一档进攻前，电视或计分板会写：“1st & 10”（1档10码），意思是第一档进攻，需要推进10码才能成功累计10码的推进距离。如果一次进攻向前移了3码，便会变成：“2nd & 7”（2档7码），即这是第二档进攻，还差7码才能累计10码……等等。而如果进攻方已经攻入距离得分线10码以内的区域，则不再报告所需的码数，改为报告第几次尝试得分的“1st & Goal”、“2nd & Goal”等等。

### 攻守交换
进攻一方可一路保有控球权，直至：
- 进攻队不能获得新的四次进攻机会。换句话说，进攻一方在四次进攻内都未能前进十码。防守一方可在最后一次进攻完结的地方开始反攻。这种攻守交换称为进攻失败型交换（turnover on downs）。
- 进攻达阵得分，或射门得分。然后由原进攻得分的队伍派上特勤组起脚开球（kick-off）给对方。
- 进攻方弃踢（punt），方法是进攻队员（由特勤组来执行）把球扔下并在球落地之前将其踢向远处。通常进攻一方如果在前三档都未能成功前进十码，而该处位置又超过可以射门的距离，为免在攻守交换后让对方有机会可以在该处开始进攻，便会在第四档时使用弃踢大脚解围。
- 防守方的球员接到进攻方的传球，称之为抄截（interception，或译作“拦截”）。截得对方传球的防守方球员可以立刻向对方端区移动，直至他被擒抱、出界或得分。如果他未被任何原进攻方球员碰触而造成手及脚以外的身体部位碰触到地面，此时并不形成接触性倒地（down by contact），他可以继续跑直到被擒抱或被对方球员碰触后倒在地上为止。同样规则适用于进攻方的接球员。
- 进攻方球员把球掉落到地上，即掉球（fumble），而又被防守方球员先拿到。与拦截一样，防守方拿到对方掉球可以实时反攻，直至被擒抱、出界或得分。
- 进攻方的掉球和被拦截统称为失误（turnovers）。
- 进攻的一方尝试射门失败。防守一方可在上一次开球处开始进攻（在NFL，是射门处）。如果射门处是底线前二十码之内，原防守一方在二十码线开始进攻。
- 进攻一方在自己的端区内被擒抱、出界或犯规，称为安全分（Safety），较为少见。

### 得分
攻守双方以以下方法得分：
- 达阵（Touchdown，简写TD），得6分。当球员持球跑进对方端区，或在对方端区接到传球（前提是落地之前没有被擒抱而推出端区或掉球）时便是达阵。
  - 达阵之后，得分一队将获得一次额外的进攻机会，分为两种方式：第一种为将球放在对方的两码或三码线上（取决于不同联赛的规则），得分队可选择把球踢进门柱之内，加1分，称为达阵后加分（point after touchdown或PAT），或称为一分加踢或附加分（Extra point，简写XP）；第二种为在2码线开球以跑、传等正常进攻方式，再达阵一次，加2分，称为两分转换（2-point conversion）。自2015赛季起，在NFL比赛中如果要射门得分，则达阵方必须在15码线开球。如果防守一方成功阻止加分，并且把球抢到手，并且成功达阵，可得2分。如果防守方得球并在本方端区内被擒抱，进攻方可得1分。
- 射门（Field goal，简写FG），得3分。方法是把球踢过球门横杆之上及两条门柱之间，射门时球必须先着地。通常是由置球员（Holder）负责把球直立着按在地上，然后由踢球手（Placekicker）起脚将球射出，称为定点球（placed kick）。另一种方法是由踢球手用正常直踢的手法将球扔下，但是出脚稍微延迟，在球刚刚触地弹起的一霎那间将球踢出，称为落地球（drop kick），这种踢法因为精确射门的难度较高现在已经不经常使用。通常当进攻方比较接近底线但又难以达阵时会在第四次档选择射门而不是弃踢，又或者在时间紧迫无法用其他方式得分时选择射门得分。高中比赛射门失败要将攻击权交到防守方，但大学赛仍可以继续进攻。
- 安全分（Safety，俗称安防，自杀球），得2分。这是由防守球员得分。当进攻一方被迫后退至己方的端区，然后被擒抱或掉球时，防守一方得2分并获得球权开始一次进攻。某些进攻方在己方端区内的犯规也会被判安全分。

### 踢开球和任意球
每个半场由踢开球开始。当一队达阵或射门得分后也进行踢开球。在NFL和高中的比赛中，踢开球时分别把球放在己方的35码和40码在线的开球座上并踢出。对方的接球员试图接住来球并尽量向前推进，直至被擒抱、出界、掉球等无法再向前推进的情况下停止。然后进攻队就从他被擒抱的地点开始一系列的进攻。如果接球员不想带球推进，也可在接球前挥手示意，选择安全接球（fair catch）。
如果接球员（称为Kick Returner）并未接好球而造成球落地（称为muff，常态为过去式muffed），他可以自己捡起来后再推进，如果被守方球员碰到了，则要在守方球员碰到球的位置开始进行他们的第一档且剩10码重新取得第一档（1st & 10）进攻。防守一方踢开球时可以大脚踢到底线，使进攻方离端区更远；或者使用短踢（onside kick），是将球轻轻踢出至十码外的技巧，如接球方球员未拿到，开球方球员可以抢球，引发全员抢球大战，如开球方成功得球，即可取回攻击权开始进攻，假如失败由原本接球方得球，接球方会有很好的进攻位置（球到中场，进攻方不用于底线开始进攻），一般用于急于扳回分数时。

### 犯規
當有犯規發生，犯規方會被判罰。大部分的判罰是把球向犯規方的端區退後一定的碼數，一些防守方的犯規會判給進攻方新的四次進攻機會。如果防守方被罰退後的碼數足夠進攻方需要的碼數，進攻方也會自動獲得新的四次進攻。在比賽中發生犯規時裁判會在犯規地點附近扔小黃旗(如果小黃旗已扔出，但還有其它犯規情形，裁判則會扔帽子)。在比賽停止後，沒有犯規的一方有權選擇接受判罰或接受當時的賽果。舉例來說，當進攻方第一次進攻機會中成功推進了8碼，而同時防守方越位或是提前移動，那麼進攻方可以選擇接受判罰，即向前推進5碼並重新進行第一次進攻（還需推進5碼）；或者選擇接受賽果也就是進行第二次進攻（還需推進2碼）。

#### 常見犯規
- 進攻方提前移動（False start）：除了在開球線平行移動的一名球員外，進攻方隊員在開球前移動。退後5碼。
- 越位（Offside）：在開球前隊員越過了球的位置。退後5碼。相似的犯規有：在開球前接觸對方隊員、越入中立區。
- 阻擋（Holding）：一名隊員不公平地用拉球衣，勾人或鏟人的方式妨礙對方有機會的阻截手或接球手。如果進攻方犯規或攻防轉換中，退後10碼（若是發生在距離攻方的端區20碼內，則罰退後的碼數為距離端區碼數的一半；若進攻方在自己的端區，則被判安全球，防守方得2分）。如果防守方犯規，退後5碼和進攻方自動獲得新的四次進攻機會。
- 干擾接球（Pass interference）：當球傳出後，防守隊員推、勾、拉或擊倒進攻方有機會接到傳球的隊員；或接球隊員用同樣的方式對付防守方隊員以避免被對方截球。干擾接球的規則只針對攻守雙方在接到球之前有效，一旦他們其中一方接到球後，對方可以攔截或阻止得球方控制球。目前在NFL的規則是，若是防守方干擾接球，則進攻方在犯規處自動獲得新的四檔進攻（如果犯規發生在端區，那麼球將被放在1碼線開始進攻）；若是進攻方干擾接球，則會被罰退後10碼。在攻防線之上及之後不會吹罰防守方干擾接球犯規。
- 非法接觸（Illegal contact）：防守球員在四分衛持球並且待在口袋時，接球員超過5碼之後，對接球員產生明顯體身體接觸。防守方退後5碼和進攻方自動獲得新的四次進攻機會。
- 個人犯規（Personal foul）：處罰防守方，退後十五碼且對方自動獲得四次進攻。原因包六個項目：粗暴衝擊傳球者、粗暴衝擊踢球員、粗暴衝擊置球員（攻方射門中把皮球直立予踢球者射門的人員）、拉扯對方面罩、彎身用頭盔攔截對方、飛身在阻擋對方射門後畜意跳壓在對方身上（但不會被計算在犯規，若守方已在己方的一碼線）。
- 用頭盔攔截進攻球員（Targeting）：屬於一種個人犯規，防守方球員故意用頭盔攔截進攻球員，且撞擊位置於進攻球員頸部以上。防守方退後15碼，造成判罰的球員在經過影像重播確定後必須離場。
- 拖延比賽（Delay of game）：處罰四分衛，後退五碼處分，二十五秒或四十秒發球計時器數至零時仍未發球。
- 非法向前傳球（Illegal forward pass）：攻方在攻防線之前的位置向前傳球；後退五碼處分，並且會消耗一檔。
- 進攻方非法陣型（Illegal formation）：攻防線上少於七人列陣；合法接球員沒有在陣型的最左側和最右側列陣
- 場上人數過多（Too many men on the field）：任何一方在發球時超過十一人在場上均會被罰，後退五碼。（注意：任何一方在交鋒上少於十人都是合法；在2007年季賽中華盛頓紅人隊為了紀念在屋中被劫殺的後衛尚•泰勒（Sean Taylor），特意在他死後的那周作客水牛城比爾隊的比賽上，防守以十人列陣。）
- 非法變陣易位（Illegal shift）：進攻方的球員可以在交鋒發球前移位，但只限列陣於攻防線以後的球員，並且每次只限一人，攻方要在隊友停下來後才可以進行易位，其他球員或者非法球員易位會變被處分五碼；防守方則不在此限。
- 非法接球員前衝（Ineligible receiver downfield）：攻方的合法接球員是指站於鋒線最外的兩員及所有衛員（發球線以後的球員）；攻方在傳球攻擊時有上述球員以外的球員越過發球線都會被視為犯規，後退五碼。
- 違反體育精神（Unsportsmanlike conduct）：後退15碼處分，處罰的原因有很多種，會由主裁判決定。常見的有:蓄意撞擊或言語上辱駡裁判、故意延長得分後的慶祝、連續使用暫停凍結對方踢球員等（守方連續在踢球員踢球前叫兩次暫停，以凍結對方並增加心理壓力）。同一名球員在無蓄意撞擊、辱罵裁判的前提下，被判第2次就必須離場。
- 蓄意觸地(Intentional grounding):處罰四分衛，後退10碼，由於蓄意的將球砸向沒有合法接球員的地面，用以暫停時間來不斷獲得新攻勢的機會，被裁判發現後予以處罰。

若犯規被罰的碼數越過第一次進攻目標線，亦同樣自行獲得新的進攻權（例如：攻方在“2攻3碼”時，守方有球員越位，攻方可以獲得新的四次進攻）。若攻守雙方被罰的後退的碼線位於端區，球會放在2碼線開始；若攻守方在已方的2碼線內犯規，無論是多少碼數的處罰，罰的碼數均會變成跟端區的一半距離，直至球的一部分進入端區，對手可獲得安全分（2009年超級盃，匹茲堡鋼人隊正好被處罰了一個相同情況的安全分）。

## 球员位置
美式足球有很多有着专门任务的球员位置。在大学联赛及美国国家橄榄球联盟中，大部份球员只专注于进攻或防守的其中之一。

### 进攻组（进攻队）
- 由五名球员组成的攻击线锋（Offensive Line, 缩写OL或O-Line）负责保护传球者（通常为四分卫）及阻挡对手来为己方跑手开路。除了中锋外，其他攻击线锋通常不会触及球。进攻线之列阵由內至外为：中锋（Center，缩写C）、哨锋（Offensive Guard，缩写OG）、截锋（Offensive Tackle，缩写OT）。由中锋负责发球（Snap），故中锋与四分卫之配合是进攻之始。
- 四分卫（Quarterback，缩写QB）在大部份进攻中都会接到发球。四分卫是临阵组织进攻的主帅，亦是全隊的進攻重心，他可以递传（handoff）或抛球给跑卫、前锋，或自己持球冲锋。传球和冲锋都擅长的四分卫通常被称为双料四分卫（dual-threat quarterback）。
- 近端锋（Tight End，缩写TE，或称为边锋）可列队于两攻击截锋的外侧，左右不拘，通常为右方。一般情况下只会有一个边锋，故有边锋的一侧也被称为“强侧”，没有边锋一侧被称为“弱侧”。如两截锋旁均列队边锋，则外接手会退到进攻线后至少1码处起步（因为开球线上的球员最多只能有两名有效接球员，边锋和外接手都属于接球员）。他们可以像接球员去接球，也可以像攻击线锋们一样去保护四分卫或为冲锋球员开路。
- 跑卫（Running Back，缩写RB，或译跑锋）列阵时通常排在四分卫的后面或旁边。他们是最擅长于持球冲锋。他们也能做阻挡、接球、以及在比较罕见的情况下，将球抛、传给队友。（根据陈国亮先生所著的《美式足球观赏入门》一书内，列队于攻防线上或后一码内的叫做“锋”，一码后的叫做“卫”，因此跑锋较正确的翻译应称为跑卫。）跑卫又细分为两种
  - 全卫（Fullback，FB）多列队于四分卫后面或旁边，主要任务是帮四分卫阻挡或帮半卫开路阻挡，偶尔需要持球冲锋与接球
  - 半卫（Halfback，HB／Tailback，TB）通称的跑卫，列队于攻击阵的最后方，跑阵时大多数时间球是交到他们手上，有时也要充当接球员（多见于霰弹枪阵式下）
- 外接手（Wide Receiver，缩写WR）在接近边线地方列阵。他们擅长于跑位突破对方防线并于远处接传球。外接员又细分为三种
  - 散锋（Split End，SE），视边锋列队位置而定，不跟边锋列队于同一侧，且在攻防线上
  - 侧卫（Flanker，FL），视边锋列队位置而定，跟边锋列队于同一侧，且不列队在攻防线上而是退后至少一码的后场位置上
  - 槽卫（Slotback，SB），会于霰弹枪阵式出现至少一位，列队于攻防线与前锋之间的后场。主要工作是要阻挡、接球、甚至充当跑卫持球冲锋，主要工作是阻挡跟接球

以上球员不会在每一次交锋出场。球队在每次交锋可选择派出多少名接球员、边锋及跑卫出场。

### 防守组（防守队）
- 防守线锋（Defensive Line，缩写DL）由三至五名在对手的进攻线锋前列阵的球员组成。他们负责尝试去在对方跑手冲锋前或对方四分卫传球前把他们擒抱倒地。
- 线卫（Linebacker，缩写LB）于防守线及后卫之间列阵，可以选择冲向对方四分卫、擒抱跑卫或协助看守接球员。

防守线锋与线卫合称“前线七员”（Front Seven），一般有“4线锋＋3线卫”或“3线锋＋4线卫”阵式，前者称为4-3防御，后者称为3-4防御。如采用4-3防御，则防守线两侧为防守邊鋒（Defensive End，缩写DE），中央为防守截锋（Defensive Tackle，缩写DT）；线卫两侧为外线卫（Outside Linebacker，缩写OLB），中间为中线卫（Middle Linebacker，缩写MLB）。如采3-4防御，则防守线两侧为防守边锋，中央为正截锋／尖锋（Nose Tackle，缩写NT）；线卫两侧为外线卫，中间为内线卫（Inside Linebacker，缩写ILB）。
- 防守后卫（Defensive Backs，缩写DB）通常由四名球员组成：两名角卫（Cornerback，CB）加上强卫（Strong Safety，SS）及游卫／自由卫（Free Safety，FS）各一名。他们负责看守对方的接球员及避免他们成功接球。有时他们也会冲向对方的四分卫做闪电突击（Blitz）试图将其擒杀（Sack）。

线卫通常会在霰弹枪阵式（shotgun formation）下抽出1-3名来当作第三-第五个角卫，这时防守阵式会变为4-2-5、4-1-6、3-1-7、4-0-7甚至0-4-7（由新英格兰爱国者队教练Bill Belichick所创）
- 五分卫（Nickelback），为第三个角卫，第五个防守后卫
- 十分卫（Dimeback），为第四个角卫，第六个防守后卫
- 防守四分卫（Defensive Quarterback），为第五个角卫，第七个防守后卫

如果再抽出一名线锋，防守阵式变为3-0-8
- 防守半卫（Defensive Halfback），为第六个角卫，第八个防守后卫

### 特勤组（特別队）
特別组是指那些负责特殊任务（主要指踢球）时上场的球员们。特勤组包括司有专职的球员有以下几种
- 弃踢员（Punter，缩写P），负责弃踢
- 踢球员（Kicker，缩写K），负责开球、射门及追加得分射门

在大学以下的球队通常会一人兼任以上两个位置
- 长开球手（Long Snapper，缩写LS），专责在发球、弃踢情况下的发球员，有时为中锋担任
- 扶球员（Holder，缩写H），负责在射门及追加得分射门时接长发球员的发球并摆放于地面或踢球板上，多为候补四分卫或弃踢员担任。
- 开球回攻手（Kick Returner，缩写KR），负责接开球往回跑
- 弃踢回攻手（Punt Returner，缩写PR），负责接弃踢往回跑

以上两个位置多为外接手或跑卫担任
- 阻跑员（Gunner，缩写G），负责擒抱回跑员的防守方球员，多为板凳球员（替补球员）担任

## 基本战术
对很多美式足球的球迷来说，最吸引他们的地方就是比赛双方教练团在场上的斗智。每一队都有一本兵书（playbook），内有幾十到超过数百种的交锋策略计谋。这些计谋会指导各球员在那次交锋中的走位及要做的事。有一些交锋计谋较为保守，大概只能攻下对方幾码而已；有些计谋则有能力攻下对方大量码数，但相对地自己丢失阵地甚或失控球的机会亦大增。
战术包括：假跑真传（play-action pass）、假传真跑的延迟交递（delayed hand-off）、佯传实跑（draw play）、防护短传（screen pass）四分卫短传跑锋等招术。
无论采取何种招术，进攻方场上行为主要分为以下两种：
line move forward：集体前移   一般是要跑阵（running play）；
line move backward：集体后移   一般是要传球（passing play）
一般来说，跑阵比传球较为安全。不过，亦有一些较为保守的传球及较为冒险的跑阵。为了掩人耳目，有些传球阵会摆出一款跑阵冲球的样子，反过来的亦有。美式足球有很多诡计或花招，例如有时会排出踢球的阵型，但又突然尝试去传球或持球冲锋去争取第一进攻机会。成功的高风险计谋都会看得球迷们兴奋不已。当然，如果对手已经洞悉了计谋的话，亦会为球队带来不幸的下场。
有说最近似真正行军打仗的运动就是美式足球。也许就是这原因，美式足球在美国军人中毫无疑问是最受欢迎的。事实上，西点军校、美国海军学院及美国空军学院都有校队参加美国大学联赛的I-A组赛事，其中陆军及海军更有着悠久及著名的体育对抗历史。

## 激烈的体能运动
美式足球是一种冲撞型的运动。为了制止攻方向前推进，守方须擒抱拦截持球的对方球员。因此，防守组员会通过身体接触，在符合球例下把对手拦下。球例列明防守的擒抱者不能踢、打或绊倒对手。防守也不可拉对方的面罩、用自己的头盔来拦截、或把对手抱起再摔下。除了这些及另外一些关于「过份粗暴」拦截的规则外，其他方式的擒抱都视为合法。负责阻挡开路的进攻球员以及要避开阻挡的防守球员有很大的空间及方法去令对方失手。四分卫更经常因视线未能察觉而受到防守球员以极速撞倒。
极多的身体冲击令美式足球比其他美国流行的队际运动危险。为此，球员们都须穿上很多的特别保护装备，例如里面加垫的塑膠头盔、护肩、护臀及护膝。这些护垫是在几十年前开始推出，而一直以来都在改进中以达到减低球员创伤的目的。
虽然有保护装备及相关球例去保障安全，然而美式足球的玩法令受伤依然常见。根据美国国家严重体育伤员研究中心（National Center for Catastrophic Sport Injury Research）数据显示，二十五名美式足球员，当中大部份为高中生，在2000至2004年间因美式足球的受伤而死亡。脑震荡是其中一种常见的伤病。根据亚利桑那州脑损伤协会（Brain Injury Association of Arizona）的资料，每年有大约六万二千名高中球员受到脑震荡。比赛中受伤很常见，甚至偶有死亡的例子。在美国国内的公园的消遣或业余比赛中，因为没有合规格的装备而令受伤风险更高。
有人批评美式足球为一暴力运动。美式足球在跟棒球、篮球及其他美国流行的运动比较起来的确有较多激烈碰撞。擒抱式美式足球在很多的美国校园都被禁止，改为玩用双手触碰来取代擒抱的触碰式足球（touch football）。体育课大多采用这种双手触碰式，而课后的学校体育运动则由于可提供合适的装备及指导而玩擒抱式美式足球。
另外，激烈的身体碰撞及受伤的高风险令美式足球不太能吸引女性。通常女性在肌肉及重量上的不足会令她们比赛时有着较高的危险。而且须要擒抱拦截的美式足球令强壮的大块头球员较有利，过去几年，NFL球员的平均体重有上升的趋势。
以上各种因素综合起来引发的争论，令美式足球在过去几十年跟躲避球、职业摔角、冰球及拳击等同被列为“暴力运动”。批评者指这些运动都侧重在身型大小、体力、蛮力，引起小孩子不健康的好勇斗狠及比赛心理。但亦有人指出体育带出体育精神——虽然有身体接触的运动都有一定程度的暴力在内，但它们总是强调技术及战术而不是它的好战性。

## 面对的问题
尽管过去九十多年不停地改例（例如禁止“马轭式擒抱”，意指從球員後方抓住其領部或肩部並往下方用力將其拉倒）令美式足球的受伤率降低，但相对于其他运动之下还是要高，尤其是極高的腦震盪及腦袋損傷比例讓一些人認為美式足球不應該被發明。不过，保护装备已日益改进，例如十九世纪九十年代非必须戴上的皮制头盔就逐步改至今天的高科技有垫塑料加面罩头盔。较近年则有在职业、大学、甚至高中的美式足球联赛中掀起了关于使用违禁药物的争议的问题。
另一项问题是要玩美式足球花费不菲。特别的头盔、制服、垫子等非得要花几百美元不可。一般的看法是学校及公众消遣的足球联赛需用去很多的财政预算；但大学校际足球（及某程度上的高中校际足球）都能够靠卖入场门票而获得利润。很多时候校队的该年表现足以决定校友该年捐款额的多寡，特别是能否击败宿敌学校。